# Ramulus cylindriceps
Ramulus cylindriceps är en insektsart som först beskrevs av Brunner von Wattenwyl 1907.  Ramulus cylindriceps ingår i släktet Ramulus och familjen Phasmatidae. Inga underarter finns listade i Catalogue of Life.